# Words of the mind 〜brandnew journey〜
『words of the mind 〜brandnew journey〜』（ワーズオブザマインド〜ブランドニュージャーニー〜）は、moveの8枚目のシングル。

## 概要
- アルバム「worlds of the mind」との同時発売。
- move初のテクノ作品である。
- 発売後、CD EXTRA部にMacintoshの動作不具合をおこす「Autostart-9805」というコンピュータウイルスが混入していたことが判明。その後CDショップにavexから回収指示が出た。
- 2009年頃からアイドルグループももいろクローバーがライブでカヴァーしており、限定出荷シングル「きみゆき」、アルバム「入口のない出口」に収録されている。

## 収録曲
1. words of the mind 〜brandnew journey〜
  - 作詞：motsu、作曲：t-kimura
  - テレビ東京系「ASAYAN」1月度エンディングテーマソング
2. ROCK IT DOWN(fleecy clouds mix)
  - 作詞：motsu、作曲・編曲：t-kimura
3. words of the mind 〜brandnew journey〜(ALTERNATE MIX(MEET AGAIN)
4. words of the mind 〜brandnew journey〜(meet my friend mix)
5. words of the mind 〜brandnew journey〜(TV MIX)